# Кралски дворец Ла Гранха
Кралският дворец Ла Гранха в Сан Илдефонсо (на испански: Palacio Real de La Granja de San Ildefonso) е лятна резиденция на испанските крале.
Намира се в град Сан Илдефонсо, провинция Сеговия, на 80 км северно от Мадрид. Комплексът се състои от бароков дворец, разположен сред обширни градини във френски стил, построен по времето на испанския крал Филип V.

## История
Поради своето разположение в северната част на Сиера де Гвадарама, мястото, на което днес е построен дворецът Ла Гранха, в продължение на стотици години е любима местност за ловуване на кастилските крале. Тук през 15 в. крал Енрике IV пръв построява малка ловна хижа и малък параклис, посветен на Сан Илдефонсо.
Изабела I Кастилска дарява вилата и параклиса на манастира в Сеговя, който построява до тях La Granja (буквално „ферма“) и няколко монашески килии.
През 1719 крал Филип V купува Ла Гранха от манасите след като разположеният в близост кралски дворец във Валсен изгаря до основи. През 1721 г. Филип V започва сторежа на новия дворец и оформянето на градините по модел на парка на Версай, построен от дядо му Луи XIV. По модела на Версай и дворецът Ла Гранха обгръща обширен Курдонюр, разположен пред входа на двореца, зад който са оформени градини с главна ост в перспективата на двореца. Те са обкръжени от гориста местност, в която са разположени още скрити градини, което представлява парка на двореца. Също като френския дворец и Ла Гранха е замислена като място за почивка на краля, но бързо се превръща в център на кралското управление.
Първоначално Филип V възлага на архитекта Теодоро Ардеманс скромния си проект за двореца, който е включвал само катедралата и централната част на днешния дворец. Планът обаче е видоизменен от италианските архитекти Андреа Прокачини и Семпронио Субасати, които разширяват проекта като добавят две странични крила към замисления от краля дворец. Окончателният вид на комплекса обаче е офомен от Филипо Хувара, който пристига специално от Торино, за да прекрои проекта според вижданията на втората съпруга на Филип V, Елизабет Фернезе, и нейния италиански кръг от придворни.
Когато кралят абдикира в полза на сина си през 1724, той пожелава да се оттегли в Ла Гранха. Новият крал Луис I обаче умира през същата година, което налага връщането на Филип V на престола. Така предвиденият за тиха почивка на краля дворец Ла Гранха се превръща в оживено място за срещи на краля с министрите и придворните. Съсредоточаването на дворцовия живот в Ла Гранха дава тласък на икономическото развитие на разположения в негова близост град Сан Илдефонсо. В него се настаняват много чиновници и аристократи, които желаят да са по-близо до любимия на краля дворец. За нуждите на двора в Ла Гранха в Сан Илдефонсо са построени казарми, катедрална църква и дори фабрика за стъкло.
Филип V избира да бъде погребан в катедралата на Ла Гранха, за да скъса с традицията на Хабсбургите, чиято фамилна гробница се намира в Ескориал.
Наследникът на Филип V Испански, Фернандо VI, завещава Ла Гранха на втората съпруга на баща си - Елизабет Фернезе. След нейната смърт дворецът отново става собственост на Короната в лицето на крал Карлос III.
През следващите двеста години Ла Гранха е най-важната лятна кралска резиденция. Днес дворецът Ла Гранха се стопанисва от Испанската агенция за национално наследство.

## Градини
Градините на Ла Гранха, заемащи площ от 1500 акра, са един от най-добрите образци на градинското оформление през 18 в. Декораторите на градините използват естествения наклон като елемент от изгледа на градините и като източник на сила, изтласкваща водата от 26-те скулптурни фонтана, които са разположени в парка на двореца. Относно „Баните на Диана“, център, в който се фокусират главните оси на няколко градини, Филип V с неохота възкликва: „Струваха ми три милиона, а ме развеселяват само три минути“.
Скулптурните композиции, разположени навсякъде из парка, са дело на известни френски мастори от 18 в. като Рене Фремин и Жан Тиери. Всички скулптурни композиции представляват мотиви от класическата гръцка митология – фигури на божества, алегории и сцени от гръцки митове. Излети са от олово, за да се избегне корозията, и са боядисани с имитираща бронз боя. Изкуствено езеро, наречено „Ел Мар“ (Море), е разположено на най-високата точка на парка и представлява естествен резервоар на вода, осигуряващ налягане за цялата водоснабдителна система на парка.
Оригиналните водопроводи, снабдяващи фонтаните с вода, функционират безпроблемно дори и в наши дни. Разчитайки изцяло на гравитацията, те доставят вода до разположения на 40 м. височина гигантски фонтан „Персей и Андромеда“.
Днес постоянно функционират само няколко от фонтаните на парка. Всичките 26 фонтана на Ла Гранха се пускат само 2 пъти в годината, в дните на св. Фернандо и св. Луис.
- Градините на двореца
- Фонтан в парка на Ла Гранха
- Детайл от фонтан в парка на Ла Гранха
- Детайл от фонтан в парка на Ла Гранха